# Lerista yuna
Lerista yuna este o specie de șopârle din genul Lerista, familia Scincidae, descrisă de Storr 1991. Conform Catalogue of Life specia Lerista yuna nu are subspecii cunoscute.